# Paris de Grassis
Paris de Grassis, Paride Grassi (ur. ok. 1460 w Bolonii, zm. 10 czerwca 1528 w Rzymie) – duchowny rzymskokatolicki, liturgista, pamiętnikarz, biskup diecezjalny Pesaro w latach 1513–1528, ceremoniarz papieski w okresie pontyfikatów Juliusza II i Leona X.
Pochodził z wpływowej, patrycjuszowskiej rodziny bolońskiej, której członkowie zasiadali w senacie miejskim. Był synem notariusza Baldassarrea Grassiego, a młodszym bratem kardynała Achillea Grassiego. Pod koniec XV wieku przybył do Rzymu, aby poświęcić życie karierze duchownej. Na konklawe w 1503 roku został włączony do grona ceremoniarzy i typowany na następcę mistrza Johannesa Burckarda.
W latach 1506–1518 był jednym z familiares kolejnych papieży jako ich mistrz ceremonii liturgicznych. Pozostawił po sobie dzieła z zakresu liturgiki, a przede wszystkim pamiętniki opisujące w sposób szczegółowy wydarzenia na dworze papieskim w latach 1504–1521 i ceremonie kościelne, w których miał okazje uczestniczyć.

## Postać biskupa w historii Kościoła Szwecji
W 1524 roku konsekrował w Rzymie Petrusa Magni. Od Parisa de Grassis pochodzi sukcesja apostolska biskupów Kościoła Szwecji.